# 마리아 밴커코브
마리아 밴커코브(영어: Maria Van Kerkhove, 1977년 2월 20일 ~ )는 미국의 전염병학자로, 2009년 이래 세계보건기구에서 일하고 있다. 2020년 코로나19 위기 당시 신종질병팀장으로 재직하였으며, WHO의 입장을 대변하며 바이러스에 관한 내용을 발표하였다.
그녀는 뉴욕 뉴하트퍼드 출신으로 1999년 코넬 대학교를 생물학 전공으로 졸업하고, 이후 스탠퍼드 대학교에서 전염병학 석사 학위를, 런던 위생 열대의학 대학원에서 박사 학위를 취득했다. 2006년 캄보디아에서 진행한 뎅기열을 연구를 시작으로, 황열병, 수막염, 에볼라 바이러스, 마르부르크 바이러스 등을 연구했다.